# Hluky
Hluky (německy Haufen) jsou místní částí obce Kounov v okrese Rychnov nad Kněžnou v Královéhradeckém kraji v podhůří Orlických hor. Počet stálých obyvatel se v posledních desetiletích stabilně snižuje a k roku 2011 zde žilo již pouze 26 stálých obyvatel.

## Historie
Malá osada se připomíná v historických záznamech již k první polovině 16. století, především díky charakteristicky hlučícímu potoku (odtud zřejmě název vesnice). Hlucký potok je levostranným přítokem Zlatého potoka, který pokračuje až do podhůří Orlických hor. Nejstarší dnes rozeznané zdejší stavení pochází již z počátku 18. století. V současné době jsou domy a chalupy v obci využívány především chataři a chalupáři.
Během 19. a na počátku 20. století byla na místních svazích dolována železná ruda. Hornické štoly (v řeči místních "haverské ďoury") jsou již od konce druhé světové války zavaleny, ale místy jsou dodnes patrné jako terénní nerovnosti na lesnatých svazích. Za války se v nich dle ústních informací místní obyvatelstvo hodlalo skrývat před ustupujícími vojáky wehrmachtu. K jejich využití tímto způsobem ale nakonec nedošlo.

### Povodeň roku 1998
V noci na 23. července roku 1998 postihla Hluky i některé okolní obce katastrofální povodeň, která jen v této malé obci zcela zničila dva domy (a mnohé další poškodila), zničila nebo poškodila několik automobilů a vyžádala si také dvě lidské oběti. Tvář vesnice se po události výrazně změnila a stopy po povodni jsou patrné dodnes (např. vystavené obří balvany, přenesené rozbouřeným potokem). Materiální škody dosahovaly milionových hodnot a Hluky si dokonce na čtyři roky vysloužily název České Troubky, podle moravské obce, zničené o rok dříve podobnou povodní.

## Pamětihodnosti
- Kaple Panny Marie Královny
- Severovýchodně od vesnice se dochovaly terénní pozůstatky hradu Hluky.